# Anton Rochel
Dr. Anton Rochel ( 18 de junio de 1770, Neunkirchen, Imperio austrohúngaro, Austria - † 12 de mayo de 1847, Graz, Imperio austrohúngaro, Austria) fue un naturalista, botánico, cirujano, entomólogo esloveno

## Algunas publicaciones
- Plantae Banatus rariores iconibus et descripcionibus illustratae. Praemisso tractatu phyto-geographico et subnexis additamentis in terminologiam botanicam. Accedunt tubulae botanicae XL et mappae lithographicae. Pest, 1828.
- Pflanzen-Umrisse aus dem südöstlichen Karpath des Banats. Erste Lieferung mit 82 Abbildungen in natürlicher Grösse sammt den nöthigen zergliederungen auf den 39 Tafelsn, nach dem Leben gezeichnet und mit Beschreibungen versehez. Wien, 1826. (Ismeretlen mű, csak a czímlapja jelent volna meg?).
- Naturhistorische Miscellen über den nord-westlichen Karpath in Ober-Ungarn. Mit einer Karte. Pesth, 1821.
- Botanische Reise in das Banat in Jahre 1835, nebst Gelegenheitsbemerkungen und einem Verzeichnisse allerbis zur Stunde daselbst wildwaschensenden phanerogamischen Pflanzen sammt topographischen Beiträgen über den südöstrlichen Theil des Donau-Stromes im österr. Kaiserthume. U. ott, 1838. kőnyom. képpel.

## Honores

### Eponimia
Género
- (Boraginaceae) Rochelia Rchb. ex Roem. & Schult.[1]

Especies (más de 20)
- (Brassicaceae) Alyssum rochelii Andrz. ex Rchb.[2]

- (Fabaceae) Cytisus rochelii Wierzb. ex Griseb. & Schenk[3]

- (Lamiaceae) Mentha rocheliana Borbás & Heinr.Braun[4]

- (Scrophulariaceae) Veronica rochelii Sandor ex J.Keller -- Bot. Közlem. 37: 152, in syn. 1940 (IK)</ref>
- La abreviatura «Rochel» se emplea para indicar a Anton Rochel como autoridad en la descripción y clasificación científica de los vegetales.[5]